# Facilitat de lectura
|  | No s'ha de confondre amb Comprensió lectora o Llegibilitat. |

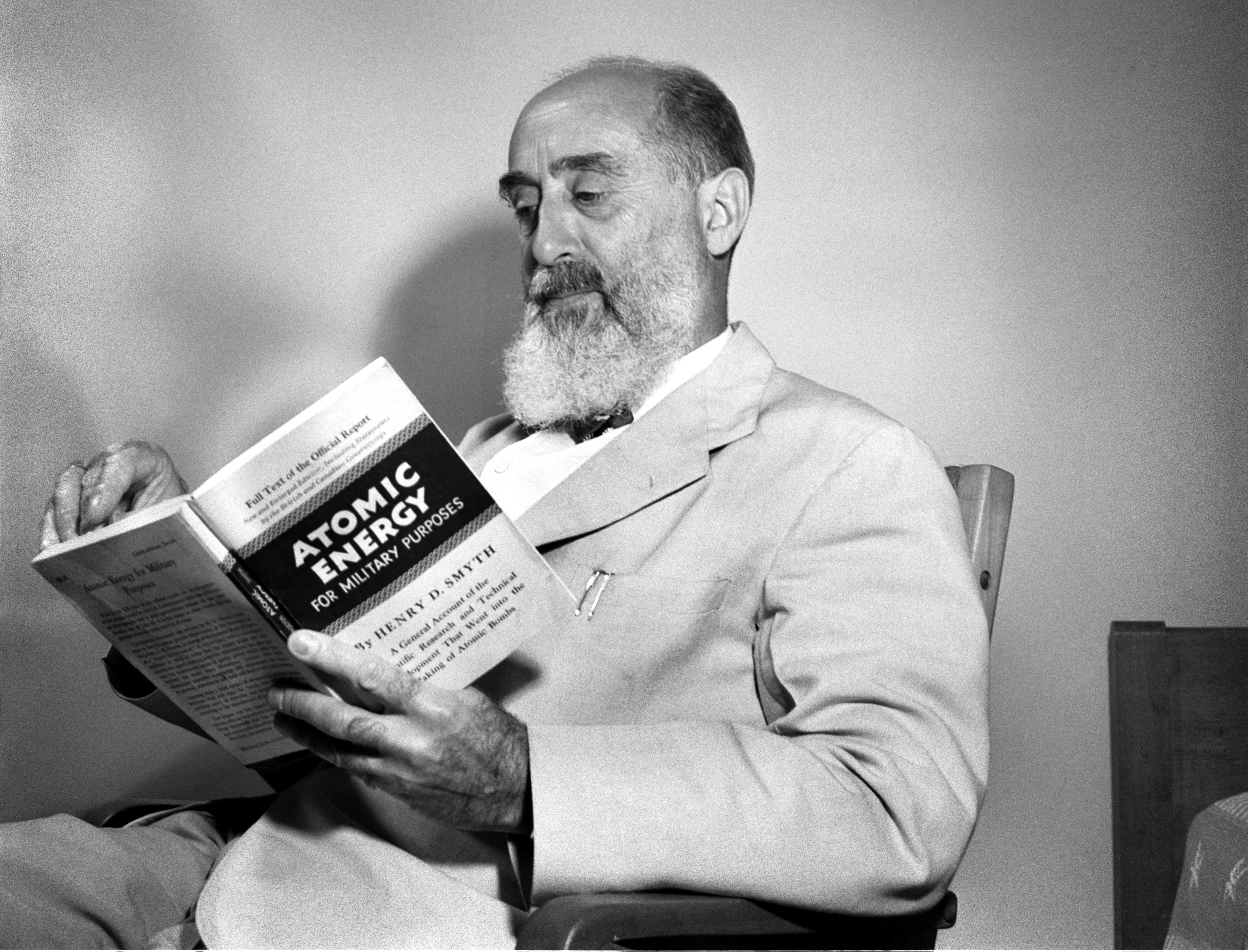
Llegint un llibre

Facilitat lectora, facilitat de lectura o lecturabilitat és la facilitat amb la qual un lector pot entendre un text escrit. En llenguatge natural, la lecturabilitat del text depèn del seu contingut (la complexitat del seu vocabulari i sintaxi), de la seva presentació tipogràfica, així com d'aspectes com: mida del tipus de lletra, alçada de la línia i longitud de la línia).
La facilitat de lectura s'aplicava a continguts impresos en paper. En l'actualitat hi ha altres tipus de suport que van des dels subtítols de les pel·lícules (en pantalla gran o petita), els teleapuntadors, les pantalles d'ordinador i alguns telèfons mòbils. Els articles de la Viquipèdia també són susceptibles de ser analitzats des del punt de vista de la facilitat de lectura i de comprensió (en tots els suports possibles).

## Estructura de les frases i estil de l'idioma
La longitud mitjana de la paraula (nombre de síl·labes per paraula), la longitud de la frase (nombre de paraules per frase), i la proporció de paraules rares i paraules estrangeres en una oració, tenen una forta influència en la facilitat de lectura i, per tant, en la intel·ligibilitat global.
Per a textos anglesos, i posteriorment també per a altres idiomes, s'han proposat diverses fórmules per a determinar la lecturabilitat (índex de lecturabilitat "B"). Es poden comptar síl·labes i longituds d'oracions. El valor calculat "B" a partir de l'edat o nivell de classe a partir del qual un nen hauria d'entendre el text, o és simplement una figura clau que hauria de fer que diferents textos siguin més o menys comparables.
A part d'això, hi tenen un paper important el tipus de presentació del text, el pensament lògic, l'expressió, però també els coneixements previs del lector.

## Factors de mesura
Els investigadors han utilitzat diversos factors per mesurar la lecturabilitat, com ara:
- Velocitat de percepció
- Perceptibilitat a distància
- Perceptibilitat en visió perifèrica
- Visibilitat
- Tècnica de parpelleig reflex
- Taxa de treball (velocitat de lectura)
- Moviments dels ulls
- Fatiga al llegir[1]

La lecturabilitat és més que la simple llegibilitat - que és una mesura de la facilitat que un lector pot distingir lletres o caràcters individuals els uns dels altres.
Una millor lecturabilitat facilita l'esforç i la velocitat de la lectura per a qualsevol lector, però és especialment important per a aquells que no tinguin una elevada comprensió lectora. En els lectors amb una comprensió lectora mitjana o deficient, augmentar el nivell de lecturabilitat d'un text de mediocre a bo pot marcar la diferència entre l'èxit i el fracàs dels seus objectius en comunicació.
La lecturabilitat existeix tant en llenguatge natural com en llenguatge de programació, encara que en diferents nivells. En els llenguatges de programació, coses com ara: la introducció de comentaris, l'elecció de l'estructura d'un bucle i l'elecció dels noms de variables i etiquetes, poden determinar la facilitat amb la qual els humans poden llegir el codi font d'un programa d'ordinador.

## Definició
Diferents autors han definit la lecturabilitat de diverses maneres, per exemple, a: The Literacy Dictionary, Jeanne Chall i Edgar Dale, G. Harry McLaughlin, William DuBay. 
La lectura fàcil ajuda a l'aprenentatge i a gaudir dels coneixements que pugui aportar, de manera que un dels principals objectius dels escriptors hauria de ser: fer que allò que escriuen sigui fàcil d'entendre. 
Si bé molts escriptors i parlants des de l'antiguitat han utilitzat un llenguatge simple, el segle XX ha posat un focus més en la facilitat de lectura. Molta investigació s'ha centrat en la concordança de la prosa amb les habilitats de lectura. Aquesta ha utilitzat moltes fórmules d'èxit: en investigació, govern, docència, publicació, exèrcit, medicina i negocis. A això hi han ajudat moltes persones en molts idiomes. 
L'any 2000, hi havia més de 1.000 estudis sobre fórmules de lecturabilitat en revistes professionals sobre la seva validesa i mèrit.  L'estudi de la lectura no és només en l'ensenyament. La investigació ha demostrat que es gasten molts diners per les empreses per fer textos difícils per al lector mitjà.
Hi ha resums d'aquesta investigació; veure els enllaços en aquesta secció. Molts llibres de text sobre lectura inclouen apunts a la lecturabilitat. 

## Investigació primerenca
En la dècada de 1880, el professor anglès L. A. Sherman va trobar que de mitjana, la llargària de les frases en anglès era cada cop més curta. En temps [isabelins], la frase mitjana era de 50 paraules. En el moment del seu estudi, tenia 23 paraules.
El treball de Sherman va establir que:
- La literatura és un tema d'anàlisi estadística.
- Oracions més curtes i termes concrets ajuden la gent a entendre el que està escrit.
- La parla és més fàcil d'entendre que el text.
- Amb el temps, el text es torna més fàcil si s'assembla més a la parla.

Sherman va escriure: “L'anglès literari, en definitiva, seguirà les formes d'anglès parlat estàndard del qual prové. Cap home hauria de parlar pitjor del que escriu, cap home hauria d'escriure millor del que hauria de parlar... La frase oral és més clara perquè és el producte de milions d'esforços diaris per ser clara i forta. Representa el treball de la cursa durant milers d'anys en perfeccionar un instrument de comunicació eficaç.”
El 1889 a Rússia, l'escriptor Nikolai A. Rubakin va publicar un estudi de més de 10.000 textos escrits per gent quotidiana. A partir d'aquests textos, va agafar 1.500 paraules que creia que la gent entenia. Va trobar que els principals blocs per comprendre són paraules poc conegudes i oracions llargues,  A partir de la seva pròpia revista a tretze anys, Rubakin va publicar molts articles i llibres sobre ciències amb molts temes per a un gran nombre de nous lectors arreu de Rússia. Per a Nikolai Rubakin, la gent no era ximple, simplement era pobra i necessitava llibres barats, escrits a un nivell que fos fàcil de comprendre.
El 1921, Harry D. Kitson va publicar La ment del comprador, un dels primers llibres a aplicar la psicologia al màrqueting. El treball de Kitson va demostrar que cada tipus de lector comprava i llegia el seu propi tipus de text. Comparant dos diaris i dues revistes, va trobar que l'ús de frases curtes i una longitud de la paraula curta eren els millors contribuïdors a la facilitat de lectura. 

## Anivellament de text
La primera valoració sobre la facilitat de lectura és el judici subjectiu anomenat "nivell de text". Les fórmules no aborden completament el contingut, la finalitat, el disseny, l'entrada visual i l'organització d'un text.  El nivell de text s'utilitza habitualment per poder classificar la facilitat de lectura de textos en àrees on les dificultats de lectura són fàcils d'identificar, com ara llibres per a nens petits. A nivells més alts, és més difícil classificar la facilitat de lectura, ja que les dificultats individuals són cada vegada més difícils d'identificar. Això ha comportat haver de cercar mètodes més sofisticats per poder valorar la facilitat de lectura.

## Llistes de freqüències de vocabulari
Als anys vint, el moviment científic en l'educació va buscar proves per mesurar els resultats dels estudiants per ajudar en el desenvolupament del currículum. Mestres i educadors sabien des de feia temps que, per millorar l'habilitat lectora, els lectors, sobretot els lectors principiants, necessitaven material de lectura que s'ajustés a la seva capacitat. Un equip de psicòlegs basats en la universitat van fer gran part de les primeres investigacions, que després van anar a càrrec dels editors dels llibres de text. 
El psicòleg educatiu Edward Thorndike de la Universitat de Colúmbia va assenyalar que, a Rússia i Alemanya, els professors utilitzaven la magnitud de les freqüències de paraules conegudes per associar llibres amb estudiants. L'habilitat en el coneixement de paraules era el millor signe del desenvolupament intel·lectual i el més fort pronòstic de la capacitat lectora. El 1921, Thorndike va publicar Books Word Word, que contenia les freqüències de 10.000 paraules. Va facilitar als professors triar llibres que concordessin amb les habilitats de lectura de cada classe. També va proporcionar una base per a futures investigacions sobre la facilitat de lectura.
Fins que no aparegueren els ordinadors, les llistes de freqüències de paraules eren el millor ajut per classificar la facilitat de lectura dels textos.  El 1981 la World Book Encyclopedia va llistar els nivells de qualificació de 44.000 paraules. 

## Primeres fórmules de lecturabilitat pels nens
El 1923, Bertha A. Lively i Sidney L. Pressey van publicar la primera fórmula de facilitat de lectura. Els preocupava que els llibres de text de ciències de secundària tinguessin tantes paraules tècniques. Sentien que els professors passaven tot el temps de classe explicant aquestes paraules. Van argumentar que la seva fórmula ajudaria a mesurar i poder reduir la "càrrega de vocabulari" dels llibres de text. La seva fórmula utilitzava cinc entrades variables i sis entrades constants. Per cada mil paraules, comptava el nombre de paraules úniques, el nombre de paraules que no es trobaven a la llista de Thorndike i el nombre d'índex mitjà de les paraules que es trobaven a la llista. Manualment van trigar tres hores en poder aplicar la fórmula a tot un llibre. 
Després de l'estudi de Lively – Pressey, la gent buscava fórmules més precises i fàcils d'aplicar. Cap al 1980, es van publicar més de 200 fórmules en diferents idiomes. El 1928, Carleton Washburne i Mabel Vogel van crear la primera fórmula moderna de lecturabilitat. La van validar mitjançant un criteri extern i emprant un coeficient de correlació van correlacionar els texts amb alta facilitat de lectura amb els que donaven com a resultat del test un coeficient r=+0,845. Va ser el primer test que va introduir la variable "interès" en el concepte de lecturabilitat. 
Entre 1929 i 1939, Alfred Lewerenz, del districte escolar de Los Angeles, va publicar diverses fórmules noves. 
El 1934, Edward Thorndike va publicar la seva fórmula, i va afegir que l'habilitat amb les paraules es pot augmentar si el professor va introduint paraules noves i les repeteix sovint.  El 1939, W.W. Patty i W. I Painter van publicar una fórmula per poder mesurar la càrrega del vocabulari dels llibres de text. Aquesta va ser l'última de les fórmules que van utilitzar la llista de freqüències de vocabulari de Thorndike. 

## Ús de les fórmules de lecturabilitat
Si bé els experts estan d'acord que les fórmules són molt precises per a poder classificar la lecturabilitat dels textos existents, no són tan útils per crear-les ni modificar-les. Les dues variables que s'utilitzen en la majoria de fórmules, una frase i un vocabulari, són les més directament relacionades amb la dificultat de lectura, però no són les úniques.
Els experts en redacció han advertit que un intent de simplificar el text només canviant la longitud de les paraules i les frases pot donar lloc a un text més difícil de llegir. Totes les variables estan estretament relacionades. Si se'n canvia un, també s'han d'ajustar els altres, incloent-hi: enfocament, veu, persona, to, tipografia, disseny i organització.
És molt difícil escriure per a una classe de lectors diferent de la pròpia. Es necessita formació, mètode i pràctica. Entre els que són bons en aquest aspecte hi ha escriptors de novel·les i llibres infantils. Tots els experts en redacció aconsellen que, a part d'utilitzar una fórmula, es respectin totes les normes d'un bon escrit, imprescindibles per escriure textos llegibles. Els redactors haurien d'estudiar els textos utilitzats per al seu públic i els seus hàbits de lectura. Això vol dir que, per a un públic de cinquè grau, l'escriptor hauria d'estudiar i aprendre materials de qualitat de cinquè grau. 